# Критическая масса (велопробег)
Крити́ческая ма́сса (англ. Critical Mass) — это сбор большого количества велосипедистов, по традиции проводится в последнюю пятницу каждого месяца в более чем 300 городах по всему миру.

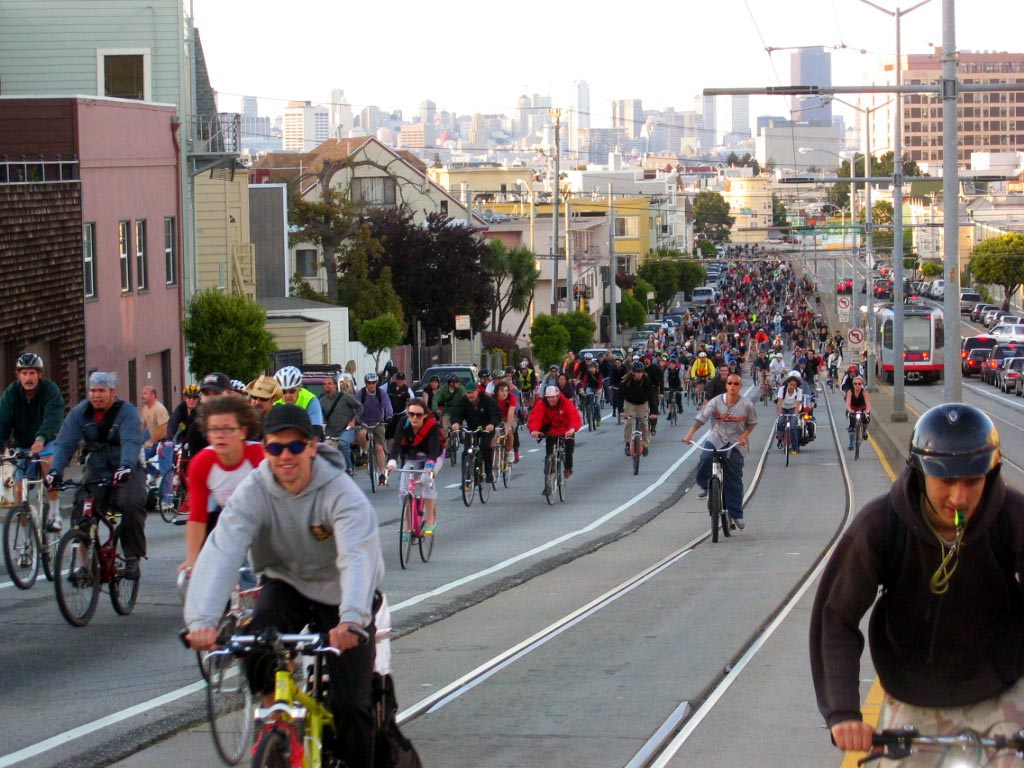
Критическая масса в Сан-Франциско, 2005 год

## Концепция движения
В движении «Критическая масса» может принять участие любой велосипедист. Для проведения заезда «Критической массы» заранее оглашается место и время сбора участников, в основном через социальные сети и маршрут следования.
Для участия необходимо приехать к указанному месту на исправном велосипеде и быть готовым проехать в невысоком темпе 15-30 километров.

## История возникновения движения

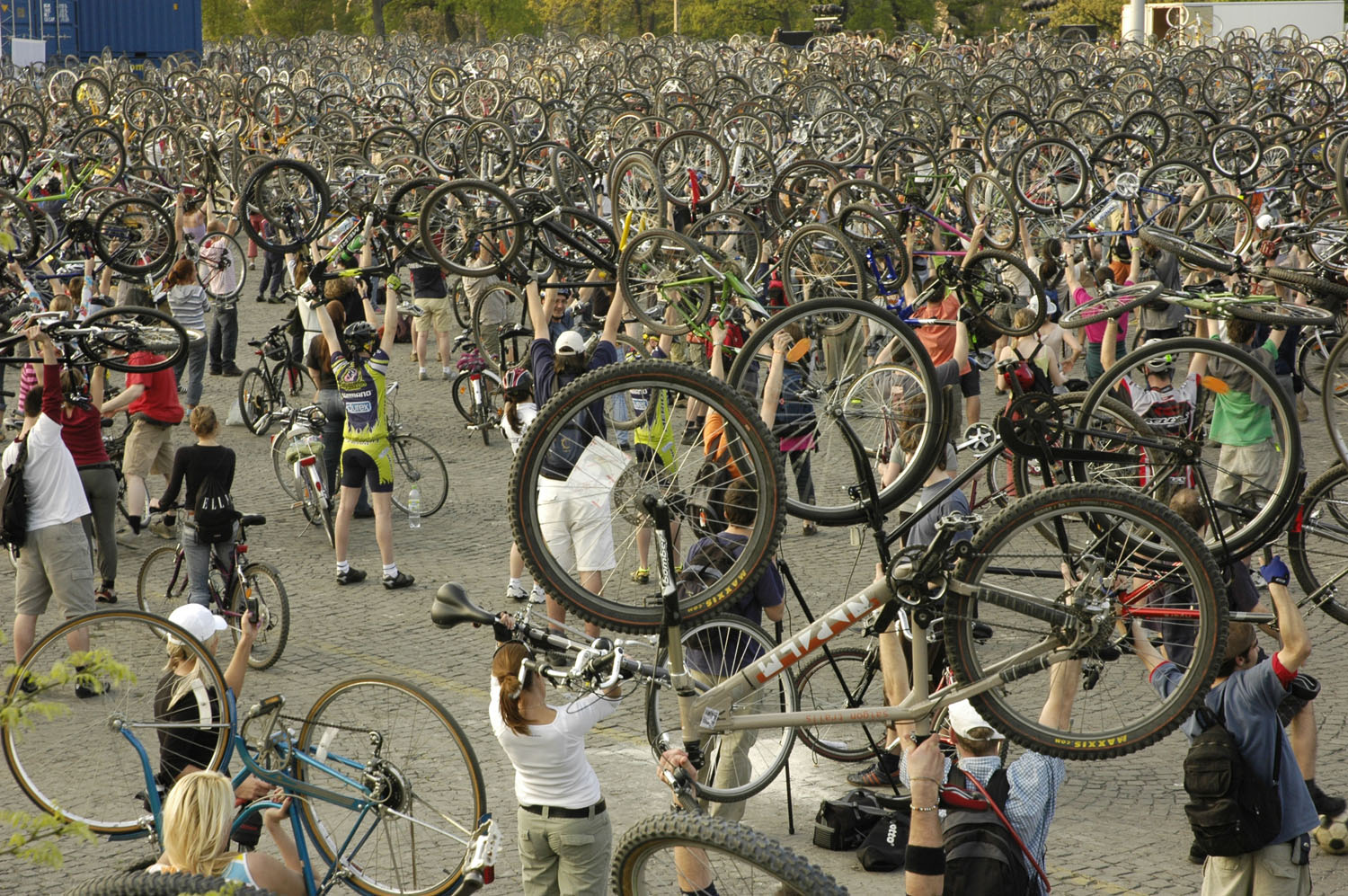
Будапешт, 2006 год

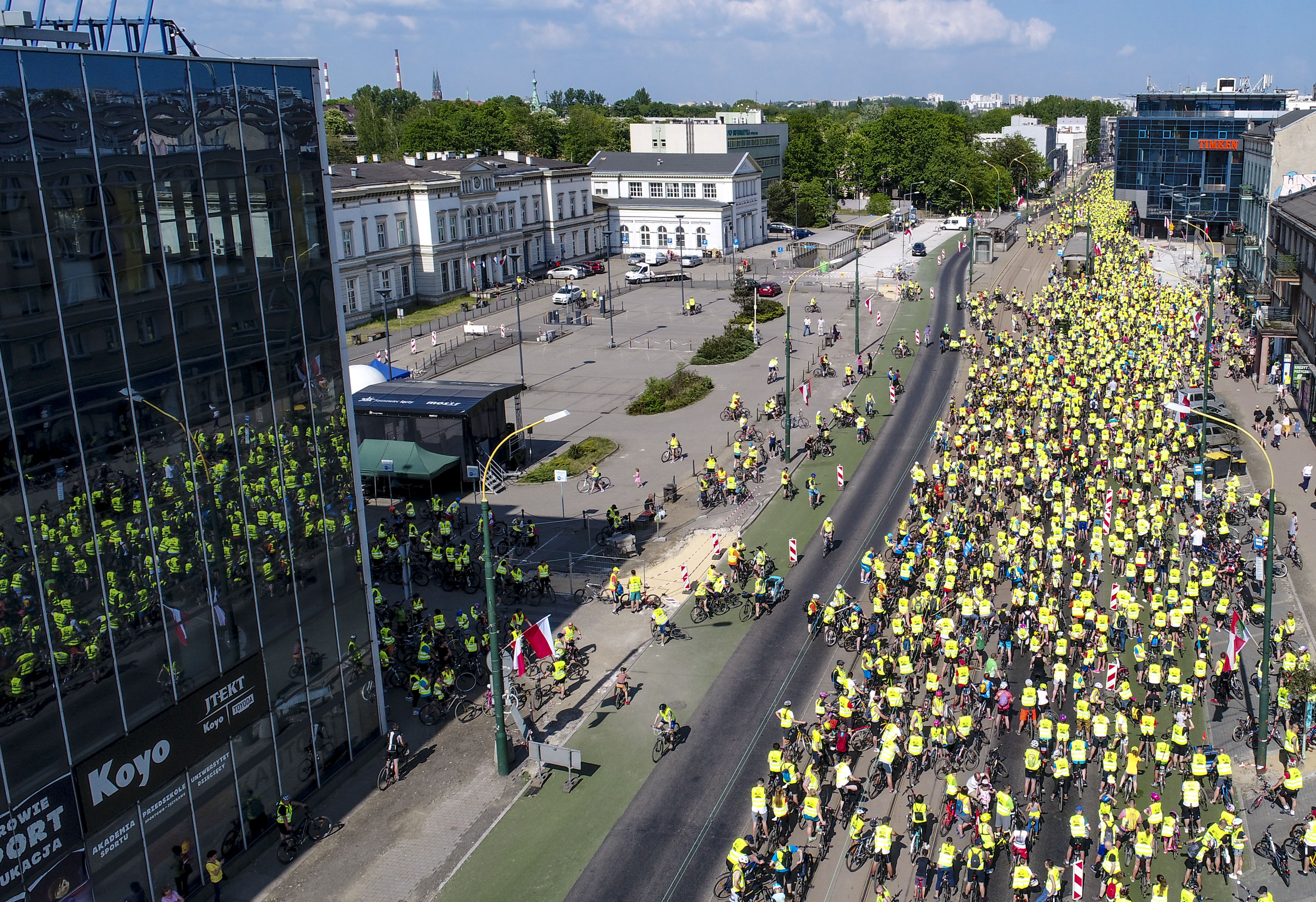
Сосновец, 2018 год

На Западе «Критическая масса» существует уже более 20 лет. Движение зародилось в Сан-Франциско. В первой акции 1992 года приняли участие около 60 велосипедистов. С каждым месяцем их количество увеличивалось до 700 человек. Вскоре подобные акции начали проходить и в других городах Америки, а потом движение перекинулось и на Европу. В праздновании 10-летнего юбилея «Критической массы» приняли участие более 5 тысяч человек только в Сан-Франциско.
Постепенно активисты стали связывать свои акции, не только с транспортной политикой, но и с другими общественными проблемами. В 2003 году, во время войны в Ираке, велосипедисты блокировали движение транспорта под лозунгом: «Bikes not bombs» — «Велосипедам — да, бомбам — нет!».

## Движение «Критическая масса» в России
Первые «Критические массы» в России стали проходить с 2002 года. Поначалу количество участников не превышало 30 человек. Но в течение 2005 года движением заинтересовались экологические организации — «Гринпис», «Социальный экологический союз», «Москвичи за трамвай», «Россия без машин». За счет этого количество активистов «Критической массы» значительно возросло и к движению присоединилось около 200 человек. 

В каждую последнюю субботу месяца велосипедисты устраивают организованный велопробег — выражая свой протест против засилья автомобилей.

## Задачи движения
Задачи, которые ставят перед собой участники движения «Критическая масса»:
- популяризация велосипедного транспорта;
- привлечение внимания властей города и автомобилистов к необходимости проведения транспортных реформ;
- соблюдение правил дорожного движения всеми участниками дорожного движения;
- взаимное уважение на дорогах общего пользования;
- возможность создания полноценной вело инфраструктуры в городе включающей в себя: велодороги, велопарковки, различные виды велосервиса;
- борьба за экологический вид транспорта.

## Правила для участников движения
Правила для участников «Критической массы», при езде на велосипеде сводятся к соблюдению правил дорожного движения.
Правила езды, которые должны знать участники движения:
1. Ехать необходимо строго по ходу движения транспорта. Ехать по встречной полосе запрещено!;
2. Ехать как можно ближе к правому краю дороги или по обочинам дорог. Выезжать на середину дороги, даже если там нет машин — запрещено!;
3. Тротуары — для пешеходов (в новых ПДД - есть термин "Велопешеходная дорожка" и разрешено двигаться на велосипеде по тротуарам, если не будет создано помех пешеходам). По тротуару можно идти и вести велосипед рядом (ехать можно только на сложных и опасных участках дороги);
4. Красный свет для всех! Не только для автомобилей, но и для велосипедистов!;
5. Для поворота направо необходимо выставить в сторону правую руку и пропустить пешеходов;
6. Поворот налево на дорогах, имеющих БОЛЕЕ ОДНОЙ полосы для движения в попутном направлении (п.24 ПДД) на велосипеде запрещён. Для этого манёвра необходимо «разбить» движение на две части и проехать на перекрёстке прямо, а потом развернуть велосипед и проехать ещё раз прямо;
7. Перед объездом припаркованного автомобиля, необходимо заранее выставить левую руку в сторону;
8. Постоянно следить за дорожными знаками и указателями и строго выполнять их требования.

## Лозунги движения
Основные лозунги, которые использовали участники движения при проведении велопробега:
```
«Мы не блокируем движение – мы и есть движение!»
«Мир за чистые города! Сделаем мир экологичнее!»
«Знаешь сам — расскажи друзьям!»
«
Выхлопные газы
 — источники заразы!»
«Если любишь ты природу — не дыми в лицо народу!»
«Продавай свой драндулет — покупай велосипед!»
«Если крутишь ты педали — заболеешь ты едва ли!»
«Мы не помеха движению — мы его часть!»
```

## Отношение к движению
В 2006 году журнал «New Yorker» представил заезд Critical Mass как «ежемесячный политический протест», и охарактеризовал его как часть социального движения.
Британский журнал «E-zine Urban75» опубликовал объявление с фотографиями Critical Mass в Лондоне и назвал мероприятие: «Ежемесячным протестом велосипедистов, желающих изменить улицы Лондона».
При этом участники движения всегда подчеркивают, что у них нет никакого централизованного руководства. Свои акции они называют «organized coincidence» — «организованным совпадением»: «Мы просто едем домой… все вместе!» У движения нет офиса, нет общего лидера, а её международный сайт www.critical-mass.org представляет собой набор ссылок на «Критические массы» в 400 городах пяти континентов.
Участники Critical Mass утверждают о том, что заезды не являются протестом или демонстрацией и для проведения мероприятия не требуется предварительного согласования с властями.